# 宮城県道15号古川登米線
宮城県道15号古川登米線（みやぎけんどう15ごう ふるかわとよません）は、宮城県大崎市と登米市を結ぶ県道（主要地方道）である。

## 概要

### 路線データ
- 実延長：30.6182 km[1]
- 起点：宮城県大崎市古川休塚（宮城県道1号古川佐沼線交点）
- 終点：宮城県登米市登米町（国道342号・宮城県道36号築館登米線交点）

## 歴史
- 1971年（昭和46年）6月26日 - 建設省により県道古川志津川線の一部（古川市～田尻町～米山町～登米町）が「古川登米線」として主要地方道に初めて指定される。[2]
- 1972年（昭和47年）3月17日 - 宮城県が主要地方道昇格に伴う路線の再編成の一環として、従来の「県道古川志津川線」を廃止し、「古川登米線」と「志津川登米線」として認定。[3]

- 1993年（平成5年）
  - 5月11日 - 建設省から、県道古川登米線が古川登米線として主要地方道に指定される[4]。
  - 10月19日 - 県道番号が決定[5]され、従前の主要地方道31号[6]から、県道15号に変更される。（12月1日より施行）
- 2022年（令和4年）11月19日 - 大崎市田尻大貫地内の大貫道路改良事業 (0.88 km) が開通する[7]。

## 路線状況
おおむね田園地帯の中を走る路線であるが、経由する各地区の中心部ではクランク状の線形となっている箇所もある。
2025年（令和7年）現在は、登米市米山町善王寺地区内での道路改良工事が進められている。

### 重複区間
- 宮城県道19号鹿島台高清水線：大崎市田尻地内
- 宮城県道29号河南築館線：大崎市田尻大貫地内
- 国道346号：登米市米山町中津山 - 登米市米山町西野

### 道路施設
- 道の駅米山（国道346号 重複区間内）

### 交通量[9]
令和３年度・12時間交通量
- 大崎市古川狐塚原嶋 - 5,217台
- 大崎市田尻北牧目鴻巣浦 - 5,722台
- 大崎市田尻大貫新屋敷 - 3,408台
- 登米市米山町西野中町裏 - 5,468台
- 登米市米山町善王寺石神 - 1,513台

## 地理

### 通過する自治体
- 大崎市
- 登米市

### 交差する道路
- 宮城県道1号古川佐沼線（起点）
- 宮城県道19号鹿島台高清水線（大崎市田尻）
- 宮城県道19号鹿島台高清水線・宮城県道175号田尻瀬峰線（大崎市田尻）
- 宮城県道173号涌谷田尻線（大崎市田尻沼部）
- 宮城県道29号河南築館線（大崎市田尻大貫）
- 宮城県道29号河南築館線（大崎市田尻大貫）
- 宮城県道237号瀬峰豊里線（登米市米山町中津山）
- 宮城県道199号米山迫線（登米市米山町中津山）
- 国道346号（登米市米山町中津山）
- 国道346号（登米市米山町西野）
- 宮城県道21号河南米山線（登米市米山町桜岡江浪）
- 宮城県道230号小島豊里線（登米市登米町小島）
- 宮城県道257号河南登米線（登米市登米町寺池中町）
- 国道342号・宮城県道36号築館登米線（終点）